# Rentgenová dvojhvězda

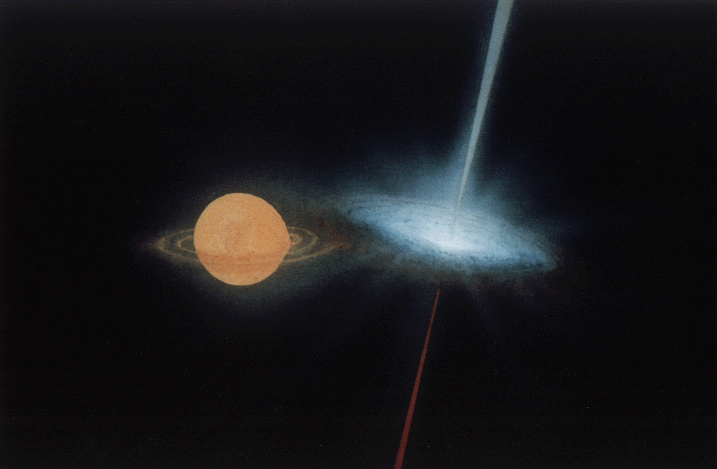
Umělecká představa rentgenové dvojhvězdy zblízka

Rentgenová dvojhvězda je těsná dvojhvězda, která vysílá rentgenové záření. Jedna z dvojice rentgenové dvojhvězdy je malá kompaktní degenerovaná hvězda s obrovskou gravitační potenciální energií. Druhá složka je většinou plazmová hvězda, z níž uniká plazma. Gravitační potenciál urychluje elektrony a ionty mezi plazmovou a degenerovanou hvězdou, přičemž vzniká brzdné záření.